# Liste der Kulturgüter in Centovalli
Die Liste der Kulturgüter in Centovalli enthält alle Objekte in der Gemeinde Centovalli im Kanton Tessin, die gemäss der Haager Konvention zum Schutz von Kulturgut bei bewaffneten Konflikten, dem Bundesgesetz vom 20. Juni 2014 über den Schutz der Kulturgüter bei bewaffneten Konflikten sowie der Verordnung vom 29. Oktober 2014 über den Schutz der Kulturgüter bei bewaffneten Konflikten unter Schutz stehen.
Objekte der Kategorien A und B sind vollständig in der Liste enthalten, Objekte der Kategorie C fehlen zurzeit (Stand: 1. Januar 2023).

## Kulturgüter
| Foto |                                                                                 | Objekt | Kat. | Typ | Standort                                    | Beschreibung |
| ---- | ------------------------------------------------------------------------------- | --- | ---- | --- | ------------------------------------------- | ------------ |
| ja   | Datei hochladen · Wikidata zu Pfarrkirche San Michele (Q3671233)                | Pfarrkirche San Michele / Chiesa parrochiale di San Michele KGS-Nr.: 05665                                | A    | G   | Palagnedra, Via San Michele 692031 / 112226 |              |
| BW   | Datei hochladen · Wikidata zu Haus Tondù (Q29884151)                            | Haus Tondù / Casa Tondù KGS-Nr.: 05327                                                                    | B    | G   | Borgnone, Via Tondü 4 691152 / 113164       |              |
| ja   | Datei hochladen · Wikidata zu Brücke über die Melezza bei Calezzo (Q29884159)   | "Römerbrücke" über die Melezza bei Calezzo / Ponte sulla Melezza a Calezzo KGS-Nr.: 05486                 | B    | G   | Intragna 696644 / 114222                    |              |
| ja   | Datei hochladen · Wikidata zu Pfarrkirche San Gottardo (Q29884155)              | Pfarrkirche San Gottardo / Chiesa parrochiale di San Gottardo KGS-Nr.: 05488                              | B    | G   | Intragna 697424 / 114784                    |              |
| ja   | Datei hochladen · Wikidata zu Kirche Sant’Anna (Q3672537)                       | Kirche Sant’Anna / Chiesa di Sant’Anna KGS-Nr.: 05491                                                     | B    | G   | Rasa 693929 / 112343                        |              |
| ja   | Datei hochladen · Wikidata zu Regionalmuseum Centovalli und Piemont (Q27479969) | Regionalmuseum Centovalli und Pedemonte / Museo regionale delle Centovalli e del Pedemonte KGS-Nr.: 08656 | B    | S   | Intragna 697417 / 114805                    |              |